# Blaine Higgs
Blaine Higgs (nascido em 1954) foi o 34.º primeiro-ministro (2018-2024) da província de Novo Brunswick, no Canadá.